# Vaarajärvi, Norrbotten
Vaarajärvi är en sjö i Pajala kommun i Norrbotten och ingår i Torneälvens huvudavrinningsområde. Sjön har en area på 0,127 kvadratkilometer och ligger 277,1 meter över havet.

## Delavrinningsområde
Vaarajärvi ingår i det delavrinningsområde (754520-180351) som SMHI kallar för Mynnar i Kallsjön. Medelhöjden är 296 meter över havet och ytan är 20,3 kvadratkilometer. Det finns inga avrinningsområden uppströms utan avrinningsområdet är högsta punkten. Käntkäjoki som avvattnar avrinningsområdet har biflödesordning 5, vilket innebär att vattnet flödar genom totalt 5 vattendrag innan det når havet efter 311 kilometer. Avrinningsområdet består mestadels av skog (75 procent) och sankmarker (22 procent). Avrinningsområdet har 0,26 kvadratkilometer vattenytor vilket ger det en sjöprocent på 1,3 procent.